# یواس‌سی‌اس بالتیمور
یواس‌سی‌اس بالتیمور (به انگلیسی: USCS Baltimore) یک کشتی است.